# Buchy (Moselle)
Buchy je francouzská obec v departementu Moselle v regionu Grand Est. Žije zde 98 obyvatel.

## Geografie

### Sousední obce
| Růžice kompasu | Silly-en-Saulnois | Beux  | Luppy  | Růžice kompasu |
| Růžice kompasu | Liéhon            | Sever |        | Růžice kompasu |
| Růžice kompasu | Liéhon            | Buchy |        | Růžice kompasu |
| Růžice kompasu | Liéhon            | Jih   |        | Růžice kompasu |
| Růžice kompasu | Vigny             |       | Solgne | Růžice kompasu |